# Juliana i Semproniana
|  | Per a altres significats, vegeu «Santa Juliana». |

Juliana i Semproniana (Suposadament Iluro, actual Mataró, últim quart del segle iii - Castrum Octavianum, actual Sant Cugat del Vallès, 304) van ser dues joves cristianes que van morir màrtirs. Venerades com a santes per l'Església catòlica, des del segle xvii s'inicià el seu culte a Mataró. Anomenades tradicionalment com Les Santes, des de 1852 són les patrones de la ciutat..

## Tradició
Segons la tradició, Juliana i Semproniana eren dues joves nascudes a Mataró i deixebles de Sant Cugat. L'any 304, van acompanyar-lo fins al Castrum Octavianum, on el sant va ser decapitat. Quan els botxins van marxar, les dues joves van recollir-ne el cos i el van enterrar cristianament. Van ser sorpreses, però, per la guàrdia i, acusades també de cristianes, van ser degollades al mateix lloc que el seu mestre.
Les seves restes eren venerades, amb les de Sant Cugat, al monestir de Sant Cugat del Vallès.

## Vinculació a Mataró
Fins al segle xvii no es van vincular a Mataró. En 1667, l'historiador Joan Gaspar Roig i Jalpí va publicar Catálogo paralipómeno de los santos indígenas y advenas del principado de Cataluña y sus condados. En aquesta obra va informar per primer cop que les santes Juliana i Semproniana eren naturals d'Iluro, l'actual Mataró, tot i que es basava en fonts fictícies i poc versemblants, com els falsos cronicons i, en particular, l'obra de Jerónimo Román de la Higuera. El 1582 el Consell municipal acordà demanar a l'abadia de Sant Cugat algunes relíquies de les Santes. En aquell moment era el patró de Mataró Sant Desideri, les relíquies del qual reposaven a l'església de Santa Maria cedides pel papa Innocenci XI.
En 1681, de nou, el Consell demanà al monestir de Sant Cugat que els cedís les relíquies de les santes ja que es donava com a segur que eren filles de Mataró, però el monestir no va voler fer-ho fins al 1772. Només llavors, el 25 de juliol, arribà a Mataró una part de les relíquies que avui, en una urna d'argent, es treuen en processó per la festa de les Santes. En 1835, amb la desamortització eclesiàstica i la clausura del monestir, les restes que encara eren a Sant Cugat es traslladaren també a Mataró, tornant a reunir-se. Les relíquies van ser instal·lades a l'església de Santa Maria de Mataró. En 1852 van ser proclamades patrones de Mataró per Pius IX.
La seva festivitat és el 25 de juliol, però a Catalunya, per tal de no fer-la coincidir amb la festa de Sant Jaume apòstol, se celebra dos dies més tard, el 27 de juliol.
L'any 1961, l'historiador Lluís Ferrer Clariana va publicar el llibre Testimonis del culte a les santes Juliana i Semproniana (Mataró: Impremta Minerva).

## Culte a les Santes
La crítica històrica ha mostrat que ni les fonts i documents en què es basava la vinculació de Juliana i Semproniana al que és ara Mataró ni l'any del seu martiri no són fiables. En canvi, se sap que des de temps reculats eren venerades com a màrtirs i santes. Així el 1089 es té referència que relíquies de Juliana i Semproniana són dipositades en la consagració d'un altar al monestir benedictí de Sant Esteve de Banyoles. O com el 1256 rebien culte conjuntament amb Sant Cugat en l'abadia benedictina del Vallès. També es té notícia de diversos llibres litúrgics dels segles XIII i XIV que inclouen oracions adreçades a les Santes.

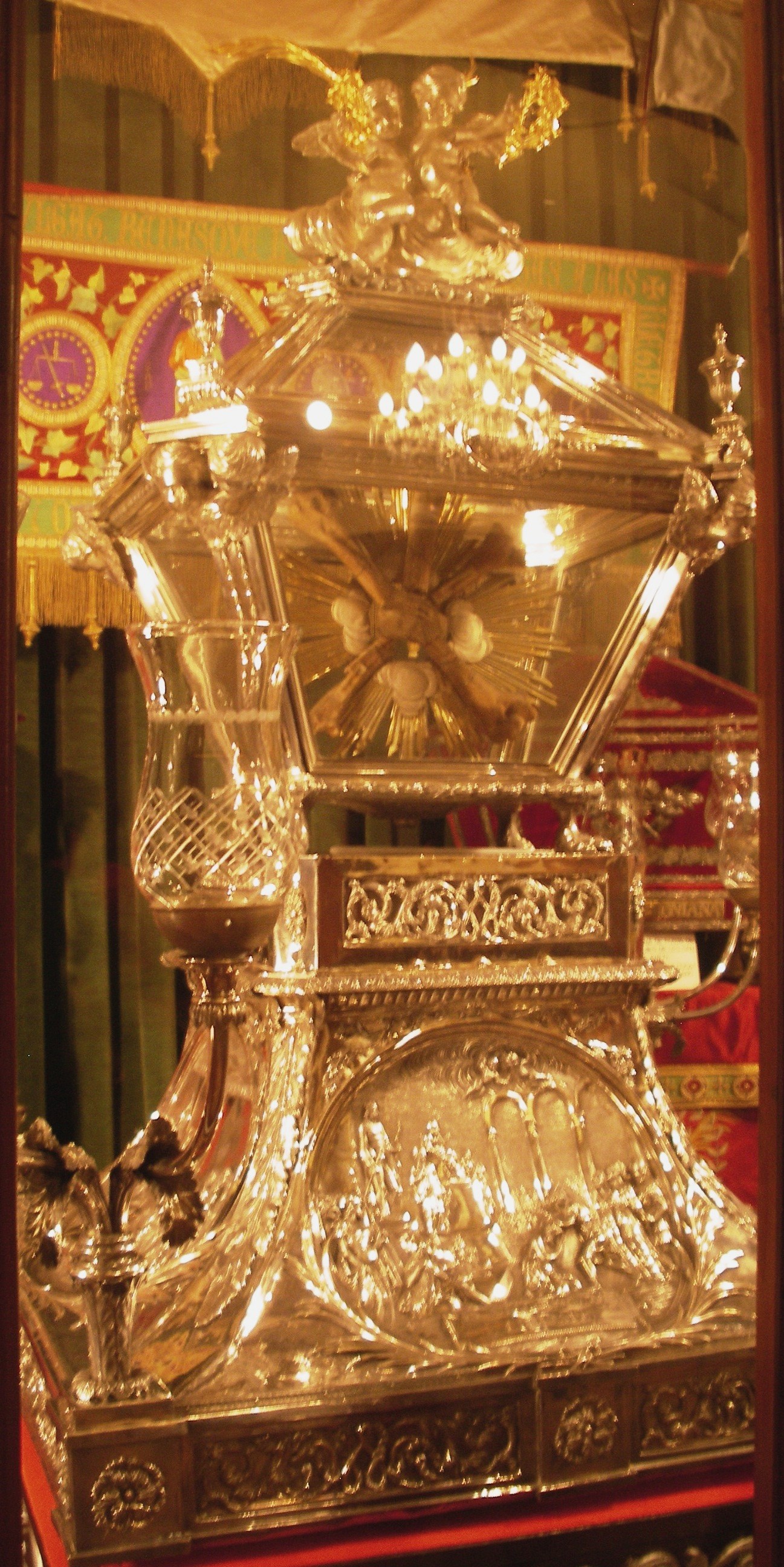
Reliquiari processional de les santes Juliana i Semproniana, a la Basílica de Santa Maria de Mataró (1795)

El 1667, com ja s'ha indicat, Roig i Jelpí fa aparèixer Juliana i Semproniana en el seu catàleg de sants catalans. Arran de qualificar-les de filles d'Iluro, el nom romà de l'actual Mataró, va arrencar la devoció per les Santes a Mataró, especialment des de 1681. El 1697 per primer any s'organitza una missa o ofici solemne impulsat pels «devots de les Santes màrtirs» el dia 27 de juliol, diada de la seva festa. El 1722 es va obrir una petita capelleta votiva amb les imatges de les Santes en el mur d'una de les cases del carrer d'en Pujol on, segon una tradició sense cap fonament històric, es situa el seu naixement.
L'any 1772 es fa el solemne trasllat d'una part de les relíquies de les Santes a Mataró. Una làpida en llatí a l'entrada de la Rambla continua donant testimoni d'aquest fet. Les festes van durar tres dies. En aquells anys es conformen els elements de la celebració i del culte de festa de Les Santes que perduraran durant molts anys. Queda institucionalitzat l'ofici del matí i la processó de la tarda, dels quals, així com de la festa popular, hi ha una detallada descripció de la de 1792 i de 1799 feta pel Baró de Maldà en el seu Calaix de Sastre. El 1779 es dona per enllestit el retaule de l'altar major de Santa Maria obra de Carles Morató i escultures de Salvador Gurri, entre les quals, en lloc destacat, figuren les Santes. El retaule va ser destruït durant la Guerra Civil.
El 1835 amb la clausura del monestir de Sant Cugat a causa de la Desamortització de Mendizabal la resta de les relíquies de les Santes es van portar a Mataró, on es dipositen al retaule de l'altar major. El 1848 es va estrenar la Missa de les Santes, obra de Manuel Blanch que, amb poques interrupcions, s'ha interpretat cada any. El 1851 la Santa Seu aprova un text propi per a la missa de la diada de les Santes. L'any següent Pius IX les declara patrones de la ciutat de Mataró previ haver-ho aprovat la ciutadania en referèndum.
El 1939, pocs mesos després d'acabada la Guerra Civil, es restableix la celebració de la Missa de les Santes i la processó. El documental «Fiestas de las Santas de Mataró en el Año de la Victoria» mostra els nous plantejaments del nacionalcatolicisme sobre el culte i les festes de les Santes. Durant el decenni següent es decideix restaurar l'antiga capella del sagrament de la basílica de Santa Maria i dedicar-la al culte i la conservació de les relíquies de les santes Juliana i Semproniana. Obra de l'arquitecte Antoni Pineda amb escultures de Jordi Puiggalí i pintures murals de Miquel Massot deixeble i continuador de Josep Maria Sert.
Ens temps del Concili Vaticà II (1962-1965) i seguint les seves propostes de fer prevaldre el sentit religiós d'aquests actes, es substitueix la processó pels carrers de la ciutat per una de més senzilla que porta l'urna amb les relíquies pel voltant de la basílica.
L'estiu de 1975 un grup de joves entorn de l'entitat parroquial Foment Mataroní va iniciar una campanya de renovació de la festa sota el lema «Les Santes, fem-ne Festa Major». Així va iniciar-se el moviment per rescatar la festa de les Santes del marc oficialista del franquisme i recuperar-la com a festa popular en els àmbits del lleure, de les tradicions i en el religiós. En aquest marc, és recupera la participació popular en la interpretació de la Missa de les Santes i en les tradicions associades. Amb el primer ajuntament democràtic de 1979 es consolida aquest moviment.

## Iconografia

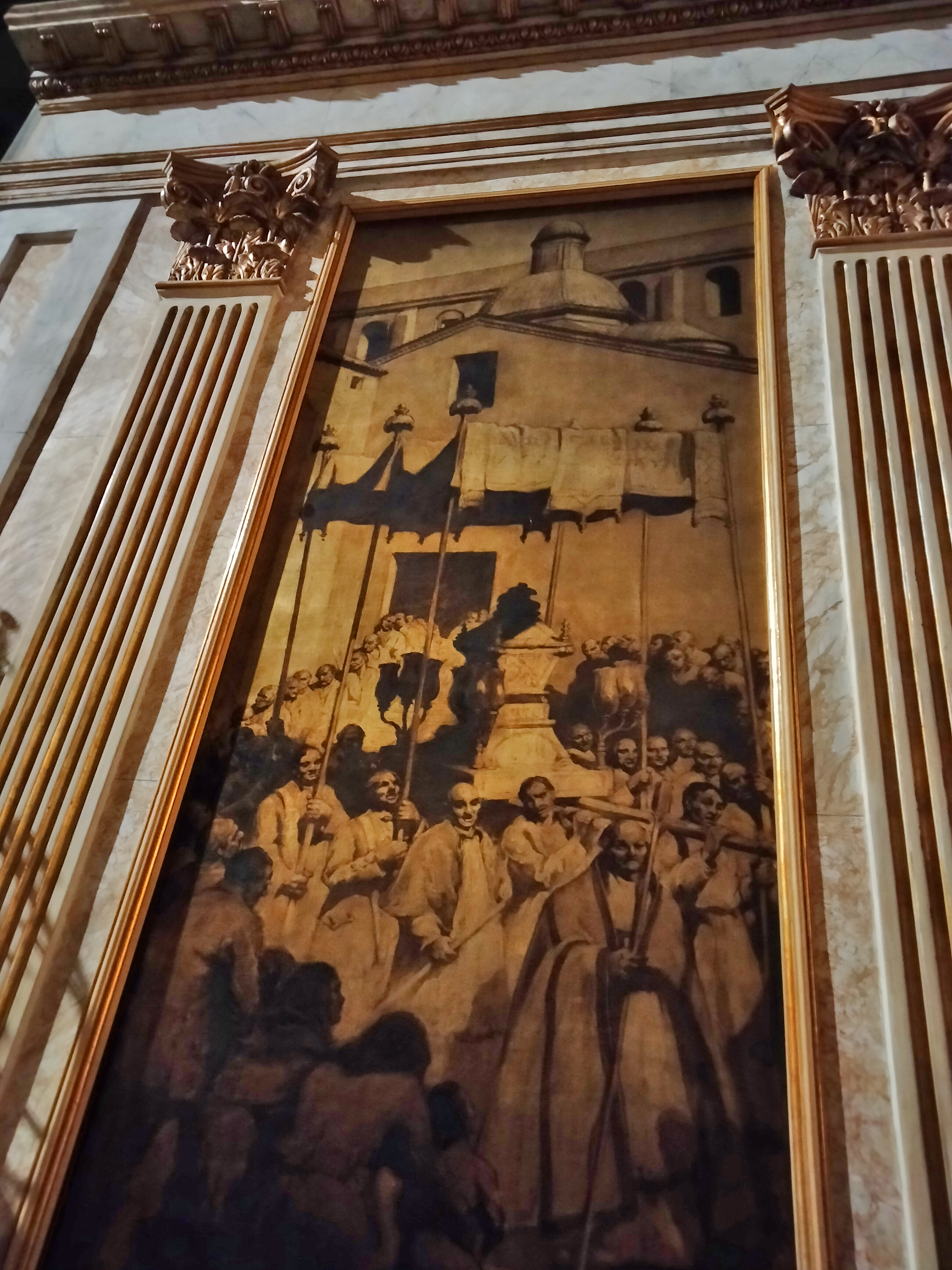
La processó de les Santes en una pintura mural de Miquel Massot

Cal destacar entre la iconografia de les Santes les quatre grans pintures murals barroques de Pere Pau Montanya amb escenes de la vida i martiri de Juliana i Semproniana. Una de les quals, el martiri de Sant Cugat, es perdé durant la Guerra Civil i fou restituïda pel pintor Jordi Arenas. Les quals ornen el presbiteri de Santa Maria de Mataró.
El Museu Arxiu de Santa Maria conserva un conjunt de cartons pintats que van servir per decorar la nau de l'església en les festes de les Santes. Foren pintats, el 1779, per Joan Carles Panyó i Figaró. Expliquen amb versets i imatges la vida i el martiri de santa Juliana i santa Semproniana.
A més de nombrosos gravats i estampes, entre la iconografia de les Santes es troben les seves imatges a l'altar major de Santa Maria de Mataró i un retaule en relleu de la capella de les Santes obra de Jordi Puggalí. També les pintures murals d'aquesta capella de Miquel Massot i Tetas representant diversos moments del culte a les màrtirs.
De Jaume Arenas són les escultures de les Santes situades al passeig marítim de Mataró com també la feta en plom i submergida al mar davant de la ciutat.
En fer la renovació de la capelleta votiva de les Santes del carrer de Pujol de Mataró, s'encarregà a l'escultor Manuel Cusachs i Xivillé la imatge de les patrones de la ciutat. L'escultura, de 1979, és de petit format i de bronze. La capella és inclosa en l'Inventari del Patrimoni Arquitectònic de Catalunya.
A la parròquia de les santes Juliana i Semproniana de Sant Adrià de Besòs ornen el frontis de la nau grans pintures al fresc de les Santes obra de Rafael Rosés Rivadavia.